# Treinta y Tres (Uruguay)
Treinta y Tres es una ciudad uruguaya, capital y ciudad más poblada del departamento homónimo. Identificada fuertemente por ser el lugar de nacimiento de artistas y referentes de la cultura y deporte uruguayo como José Sasia, Rubén Lena, Braulio López o el reciente fallecido José Luis Guerra.

## Ubicación
La ciudad de Treinta y Tres se encuentra situada en la zona centro-sur del departamento homónimo, sobre la margen izquierda del río Olimar en su confluencia con el arroyo Yerbal Grande, y en el cruce de las rutas nacionales 8, 17, 19 y 98.

## Olimareños destacados

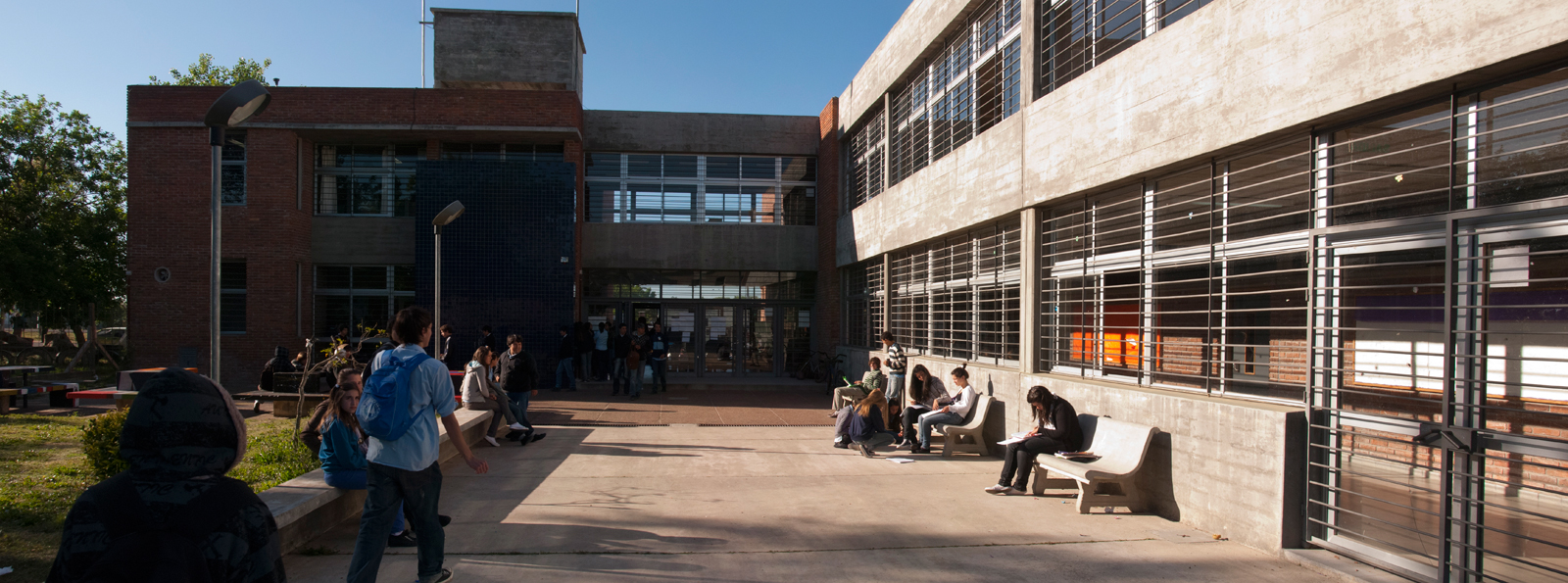
Imagen del Liceo 3 de la ciudad de Treinta y Tres.

## Historia
Debe su nombre al llamado "desembarco de los treinta y tres orientales", un grupo de hombres liderados por Juan Antonio Lavalleja, que en 1825 partieron desde Argentina para recuperar la independencia de la Provincia Oriental, en ese momento bajo dominio brasileño. A los habitantes del departamento homónimo se les llama treintaitresinos u olimareños, en honor al río Olimar, que fluye a través del departamento.
En realidad, el número exacto de personas que iniciaron la citada gesta está sujeto a controversia. Se sabe sí que fue una treintena o una cuarentena de personas, pero los nombres difieren en las listas que han llegado a nuestros días. Existe una fuerte convicción que la influencia de la masonería tuvo mucho que ver con que, con posterioridad a estos hechos, a la cruzada se la denominara con el número 33. En efecto, Juan Antonio Lavalleja y Manuel Oribe (este último a la postre fundador del Partido Nacional, y en 1835 segundo presidente de la República Oriental del Uruguay), dos de los que estuvieron presentes en esa gesta, eran integrantes de la masonería, y esto debilitó el fundamento histórico de que en realidad, quienes integraron la cruzada fueran exactamente treinta y tres, ya que ese es un número destacado en la logia.
Finalizada el 8 de octubre de 1851 la Guerra Grande, los vecinos de la campaña comenzaron a asociarse y a buscar sancionar legalmente estos poblados que se levantaban. Es así que en 1853, bajo la presidencia de Juan Francisco Giró, fue fundado el pueblo de los Treinta y Tres por el coronel.y senador Don Dionisio Coronel Muniz guerrero de la independencia;quien presentó el proyecto de ley de fundación en 1852
(natural de cerro largo 12/9/1807-30/06/1863) en el Paso Real del Olimar, donde confluyen el Río Olimar con el Arroyo Yerbal Grande.
Seis años después, en 1859, se inaugura la primera escuela para niños y su primer maestro fue Anselmo Basaldúa. Tres años después, en 1862, comienza a funcionar la primera escuela para niñas.
El primer viaje que une a Treinta y Tres con Montevideo se realiza en 1861 por un servicio de diligencias pero recién en 1866 este servicio se transformará en permanente uniendo también la ciudad con Río Branco, Melo y Nico Pérez. Las vías del Ferrocarril Central del Uruguay llegaron en 1912.

## Población
Según el censo del año 2023 la ciudad de Treinta y Tres cuenta con una población de 25 890 habitantes. Si a esta población se le suma la población conurbada (localidades de Ejido de Treinta y Tres y Villa Sara), el total asciende a 34 891 habitantes.

| 1908  | 1963   | 1975   | 1985   | 1996   | 2004   | 2011   | 2023   | ref         |
| ----- | ------ | ------ | ------ | ------ | ------ | ------ | ------ | ----------- |
| 7 718 | 22 557 | 23 448 | 25 116 | 26 390 | 25 711 | 24 477 | 25 890 | [ 7 ] [ 9 ] |

## Gobierno
La Intendencia Departamental de Treinta y Tres es la encargada del Gobierno Local. El intendente es Mario Silvera Araujo, perteneciente al Partido Nacional.

## Economía
Su economía se ha basado siempre en la ganadería y productos derivados. En la actualidad también se cultiva arroz en las riberas de la Laguna Merín, en la zona del este. Esta actividad ha dado un gran impulso a la economía de la región, fomentando la industria de productos precocinados y a la instalación de molinos arroceros.
En los últimos años también hay un auge importante en la industria del cemento y caliza.

## Educación

"Liceo departamental de T y Tres" arriba "CURE" sede en T y Tres abajo

Existen varios institutos de educación primaria, cuatro Liceos públicos y tres colegios privados, dos UTU, varias academias de lengua, etc. Así como el Instituto de Formación docente de Treinta y Tres. La UDELAR tiene sede en Treinta y Tres donde se puede estudiar la carrera de Tecnólogo en administración y contabilidad perteneciente a la facultad de Ciencias Económicas y Administración, así como también «Tecnólogo minero» perteneciente a la facultad de Ciencias Agronomía e Ingeniería.
En la ciudad de Treinta y Tres funcionan cuatro liceos públicos:
- El Liceo Nro. 1 Dr. Nilo Goyoaga (Bachillerato)
- El Liceo Nro. 2 Serafín J. García(Ciclo Básico)
- El Liceo Nro. 3 Homero Macedo (Ciclo Básico)
- El Liceo Nro. 4 Julio César da Rosa (Ciclo Básico)

## Turismo y Cultura

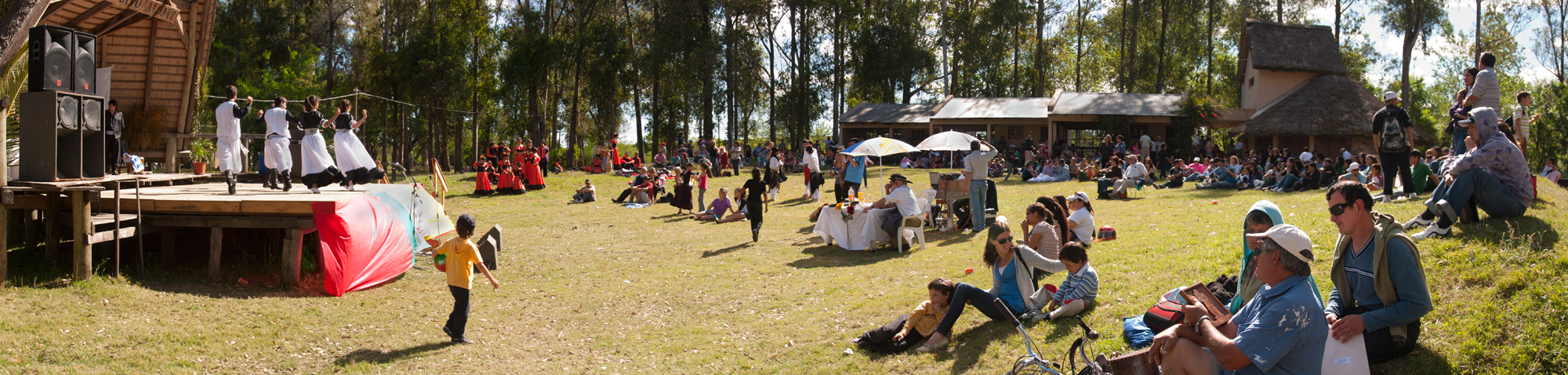
Fiesta en un parque a orillas del río Olimar, (noviembre de 2010).

Existen diferentes lugares para visitar en la ciudad de Treinta y Tres: Museo Agustín Araujo, Obelisco de Treinta y Tres (siendo este el más grande del país, alcanzando los 45 metros). La ciudad cuenta con dos grandes parques como son el parque Dionisio Díaz, parque del río Olimar, así también, en este último mencionado todos los años durante la Semana de Turismo se festeja el Festival de folklore ("Festival del Olimar") más importante del país.

Obelisco de Treinta y Tres.

Más al centro de la ciudad se encuentra la plaza 19 de Abril rodeada por varios edificios municipales e importantes de la capital trintaitresina. La plaza posee una fuente, monumentos y varios juegos para niños, siendo esta uno de los destinos preferidos de los olimareños.

Estatua y fuente en plaza 19 de abril.

A pocos kilómetros de la ciudad se encuentra el área protegida de la Quebrada de los cuervos, importante atractivo del departamento. 

Área protegida "Quebrada de los cuervos"

Puente del ferrocarril, puente viejo y puente grande.

Treinta y tres posee varios ríos, uno de ellos utilizado frecuentemente como playa por visitantes y locales es el Río Olimar, en el cual se destacan sus tres puentes.

## Clima
La ciudad de Treinta y Tres al igual que el resto del país, goza de un clima subtropical húmedo (Cfa, según la clasificación climática de Köppen), con una temperatura media anual de 17.8 °C.
| Parámetros climáticos promedio de Treinta y Tres (normales 1991-2020) | Parámetros climáticos promedio de Treinta y Tres (normales 1991-2020) | Parámetros climáticos promedio de Treinta y Tres (normales 1991-2020) | Parámetros climáticos promedio de Treinta y Tres (normales 1991-2020) | Parámetros climáticos promedio de Treinta y Tres (normales 1991-2020) | Parámetros climáticos promedio de Treinta y Tres (normales 1991-2020) | Parámetros climáticos promedio de Treinta y Tres (normales 1991-2020) | Parámetros climáticos promedio de Treinta y Tres (normales 1991-2020) | Parámetros climáticos promedio de Treinta y Tres (normales 1991-2020) | Parámetros climáticos promedio de Treinta y Tres (normales 1991-2020) | Parámetros climáticos promedio de Treinta y Tres (normales 1991-2020) | Parámetros climáticos promedio de Treinta y Tres (normales 1991-2020) | Parámetros climáticos promedio de Treinta y Tres (normales 1991-2020) | Parámetros climáticos promedio de Treinta y Tres (normales 1991-2020) |
| Mes                                                                   | Ene.                                                                  | Feb.                                                                  | Mar.                                                                  | Abr.                                                                  | May.                                                                  | Jun.                                                                  | Jul.                                                                  | Ago.                                                                  | Sep.                                                                  | Oct.                                                                  | Nov.                                                                  | Dic.                                                                  | Anual                                                                 |
| --------------------------------------------------------------------- | --------------------------------------------------------------------- | --------------------------------------------------------------------- | --------------------------------------------------------------------- | --------------------------------------------------------------------- | --------------------------------------------------------------------- | --------------------------------------------------------------------- | --------------------------------------------------------------------- | --------------------------------------------------------------------- | --------------------------------------------------------------------- | --------------------------------------------------------------------- | --------------------------------------------------------------------- | --------------------------------------------------------------------- | --------------------------------------------------------------------- |
| Temp. máx. media (°C)                                                 | 30.0                                                                  | 29.0                                                                  | 27.5                                                                  | 23.9                                                                  | 20.1                                                                  | 17.1                                                                  | 16.5                                                                  | 18.4                                                                  | 19.8                                                                  | 22.8                                                                  | 25.8                                                                  | 28.5                                                                  | 23.3                                                                  |
| Temp. media (°C)                                                      | 23.9                                                                  | 23.3                                                                  | 21.7                                                                  | 18.4                                                                  | 14.9                                                                  | 12.2                                                                  | 11.6                                                                  | 13.2                                                                  | 14.6                                                                  | 17.5                                                                  | 19.9                                                                  | 22.2                                                                  | 17.8                                                                  |
| Temp. mín. media (°C)                                                 | 17.8                                                                  | 17.6                                                                  | 16.0                                                                  | 13.0                                                                  | 9.8                                                                   | 7.4                                                                   | 6.7                                                                   | 8.0                                                                   | 9.4                                                                   | 12.1                                                                  | 14.0                                                                  | 16.1                                                                  | 12.3                                                                  |
| Precipitación total (mm)                                              | 110                                                                   | 121                                                                   | 108                                                                   | 138                                                                   | 137                                                                   | 126                                                                   | 108                                                                   | 119                                                                   | 119                                                                   | 121                                                                   | 93                                                                    | 123                                                                   | 1420                                                                  |
| Días de precipitaciones (≥ 1mm)                                       | 7                                                                     | 7                                                                     | 7                                                                     | 7                                                                     | 7                                                                     | 8                                                                     | 7                                                                     | 7                                                                     | 7                                                                     | 8                                                                     | 6                                                                     | 8                                                                     | 86                                                                    |
| Fuente: Instituto Uruguayo de Meteorología                            |                                                                       |                                                                       |                                                                       |                                                                       |                                                                       |                                                                       |                                                                       |                                                                       |                                                                       |                                                                       |                                                                       |                                                                       |                                                                       |